# Gamzigrad
Gamzigrad (serbiska: Гамзиград) är en spaort i Serbien, söder om floden Donau, nära staden Zaječar.

## Historia
Nära Gamzigrad ligger ruinerna efter ett stort romerskt komplex kallat Felix Romuliana, en av de mest betydelsefulla romerska platserna i Europa. Tidiga utforskare trodde att de antika ruinerna hade varit en romersk militäranläggning, på grund av dess storlek och de många tornen. Systematiska arkeologiska utgrävningar genomförda sedan 1953 har avslöjat att platsen en gång var ett Kejserligt palats. Det var uttänkt och uppfört av en av tetrarkerna, kejsar Galerius, den adopterade sonen och svärsonen till kejsar Diocletianus. Galerius påbörjade buggnadsarbeterna år 289 (efter en seger över perserna som gav honom ära och berömmelse. Namnet Felix Romuliana gavs till minne av hans mor Romula, som också var en prästinna i en hednisk kult. Komplexet med tempel och palats hade tre huvudsyften - en plats för att dyrka hans mors gudomliga personlighet, ett monument för hans gärningar som kejsare och en luxuös villa där han kunde dra sig tillbaka efter sin abdikering. Romuliana överlevde till dess det plundrades av hunnerna i mitten av 400-talet. Senare blev platsen en enkel bosättning med bönder och hantverkare och övergavs slutligen i början av 600-talet i samband med slavernas ankomst.
Arkeologiska utgrävningar inom fästningen har avtäckt lämningarna av ett palatsområde med exceptionellt fina moasiker, bad och häpnadsväckande portar. Flera värdefulla lager med romerska guldmynt har hittats här på platsen, som fortsätter att ge viktiga romerska skatter och artefakter.
Bland de mest betydelsefulla fynden finns porträttet av romerska kejsare gjord av egyptisk purpurfärgad sten kallad porfyr och mynt som hjälper arkeologerna korrekt datera komplexet.
Under världsarvskommitténs 31:e samling i Christchurch, Nya Zeeland 2007 beslutade man sätta upp "Gamzigrad-Romuliana, Galerius palats" på världsarvslistan
Felix Romuliana är ett populärt besöksmål för turister på Romerska kejsares led som länkar samman över 17 romerska kejsares födelseplatser i dagens Serbien.